# 고양이 눈 성운
좌표:  17h 58m 33.423s, +66° 37′ 59.52″
고양이 눈 성운(Cat's Eye Nebula, NGC 6543)은 용자리에 있는 행성상 성운이다. 이 성운은 지금까지 알려진 성운 중 구조가 매우 복잡한 성운의 하나이며, 허블 우주 망원경을 이용한 고해상도 촬영을 통해 매듭·제트·거품·원호 모양 등의 주목할 만한 구조들이 발견되었다. 고양이 눈 성운의 중심에는 밝고 뜨거운 항성이 있는데, 이 별은 약 1,000년 전에 자신의 겉면을 날려 버리고 성운을 형성했다.
고양이 눈 성운은 1786년 2월 15일 윌리엄 허셜이 발견하였고, 1864년 영국의 아마추어 천문학자 윌리엄 허긴스가 스펙트럼을 관측함으로써 행성상 성운 중 최초로 분광학적 연구가 수행되었다. 허긴스의 연구 결과, 행성상 성운이 뜨거운 기체로 이루어진 천체이며 항성이 아니라는 것이 최초로 증명되었다. 최근에는 원적외선에서 엑스선에 이르는 완전한 전자기 스펙트럼 범위 안에서 성운이 관측된 바가 있다.
현대의 연구에서도 여전히 여러 가지 의문점이 있다. 성운의 복잡한 구조 중 일부는 연성계의 중심별에서 물질이 방출되면서 만들어졌을 것으로 생각되지만, 중심별이 동반성을 가지고 있었다는 직접적 증거는 아직 나오지 않았다. 또한, 각각 다른 두 가지 방법으로 화학 원소함량비를 측정했을 때 두 결과 사이에 큰 불일치가 나타났는데, 이 불일치의 이유도 확실하지 않다. 허블 망원경의 관측에서는 오래전에 중심별에서 분출된 구형의 껍질이 고양이 눈 모양 주위로 다수의 희미한 고리 구조를 이루는 것이 관찰되었으나, 이런 분출이 어떻게 이루어지는지 정확한 메커니즘 역시 밝혀지지 않았다.

## 일반 정보

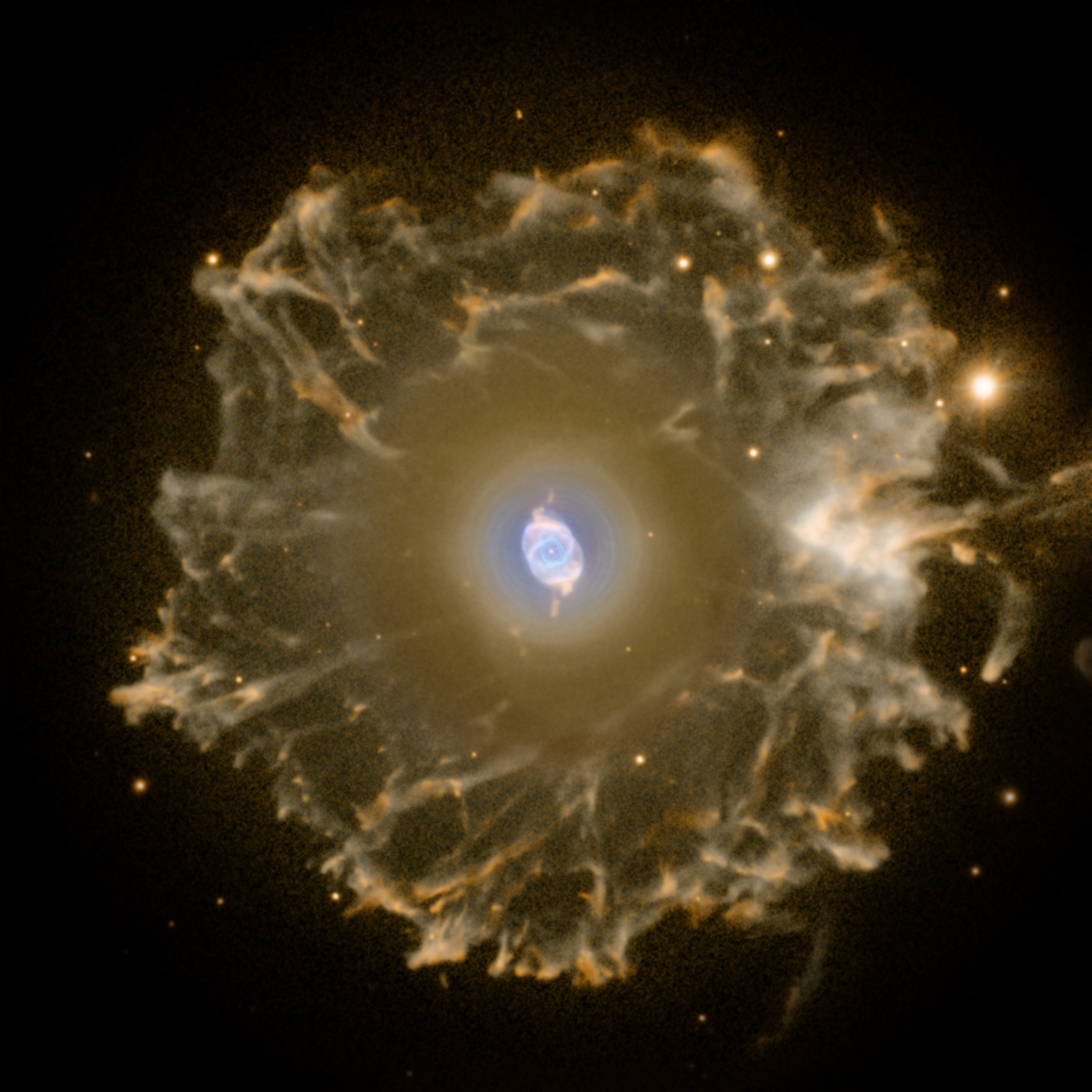
성운의 광대한 헤일로

고양이 눈 성운의 위치

NGC 6543은 널리 연구된 행성상 성운으로, 실시등급 8.1로 비교적 밝고, 높은 표면밝기를 가지고 있으며, 적경 17h 58 m 33.4 s, 적위 +66°37'59″ 에 위치하는데, 적위가 높기 때문에 큰 망원경들이 다수 위치해 있는 북반구에서 관측이 쉽다. NGC 6543은 거의 정확히 황도의 북극 쪽에 위치해 있다.
성운 주위에는 중심별이 적색 거성 단계였을 때 뿜어낸 물질들로 이루어진 광대한 헤일로가 있다. 성운 안쪽 타원 모양의 장축은 16.1 초각이고, 응축체들 사이의 거리는 24.7 초각인데 비해, 이 헤일로의 지름은 약 300 초각(5 각분)로, 안쪽 성운보다 다소 크다.
관측에 의하면, 성운 본체의 부피당 입자 수는 세제곱센티미터당 약 5,000개이고 그 온도는 약 7,000 ~ 9,000 K이다. 외부의 헤일로는 온도가 15,000 K으로, 본체보다 다소 높지만 부피당 입자수는 훨씬 적다.
NGC 6543의 중심별은 O7 + WR 형 항성으로, 그 온도는 대략 80,000 K이고, 태양보다 약 10,000배 밝으며, 반경은 태양의 약 0.65배이다. 분광 분석 결과, 현재 이 별은 매년 약 3.2×10−7 태양질량(대략 1초당 20조 톤)의 물질들을 빠른 항성풍으로 잃고 있다. 이 항성풍의 속도는 대략 1900 km/s이다. 이 별의 현재 질량은 계산 결과 불과 1태양질량 이상이지만, 진화 계산 이론에 따르면 이 별의 첫 질량은 약 5태양질량 정도였다.

## 관측
성운은 1786년 2월 15일에 윌리엄 허셜에 의해 발견되었는데, 허셜은 성운의 모양을 행성 원반에 비유했다. 고양이 눈 성운은 분광기로 관측된 최초의 성운으로, 선구자적 분광학자 윌리엄 허긴스가 1864년 8월 29일에 관측했다. 허긴스의 관측 결과, 성운의 스펙트럼은 비연속적이었고 몇 개의 밝은 선으로만 이루어져 있었다. 이것은 행성상 성운이 극히 희박한 기체들로 이루어졌다는 최초의 증거였다. 이러한 초기 연구 이후, NGC 6543은 전자기 스펙트럼 범위에서도 관측이 이루어졌다.

### 적외선 관측

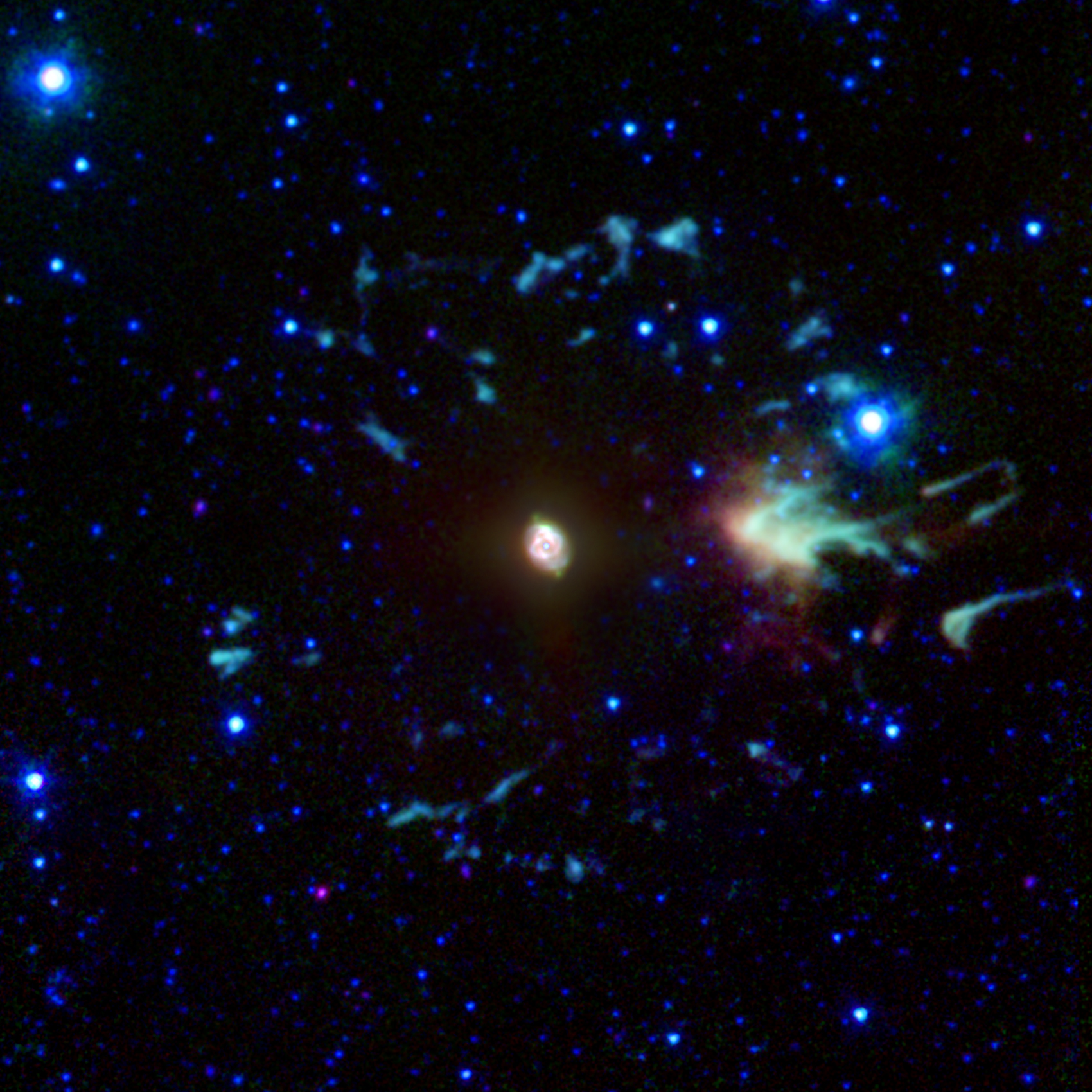
스피처 우주 망원경이 촬영한 성운.

원적외선 파장(약 60 μm)에서 NGC 6543을 관측한 결과 저온의 성간 먼지의 존재가 밝혀졌다. 이 먼지는 중심별의 생애 마지막 단계에서 형성된 것으로 보인다. 먼지는 중심별에서 나온 빛을 흡수하여 그것을 다시 적외선 파장으로 방출한다. 이런 먼지에서의 적외선 방출의 스펙트럼은 먼지의 온도가 대략 85 K임을 의미한다. 한편, 먼지의 질량은 약 6.4 × 10−4 태양질량 정도인 것으로 추측된다.
또한 적외선 방출은 수소 분자(H2)나 아르곤 같은 이온화되지 않은 물질의 존재를 나타낸다. 많은 행성상 성운에서, 중심별에서 멀리 떨어진 곳에서 보다 많은 물질들이 이온화되지 않기 때문에, 분자 방출은 이런 위치에서 가장 세다. 그러나 NGC 6543의 수소 분자 방출은 외부 헤일로의 안쪽 가장자리에서 밝은 것으로 보인다. 아마 이것은 충격파가 H2를 들뜬상태로 만들어 각기 다른 속도로 산란시키기 때문으로 보인다. 적외선 대역(파장 2–8 μm)에서 고양이 눈 성운의 전체적인 외관은 가시광선에서의 그것과 비슷하다.

### 가시광선과 자외선 관측

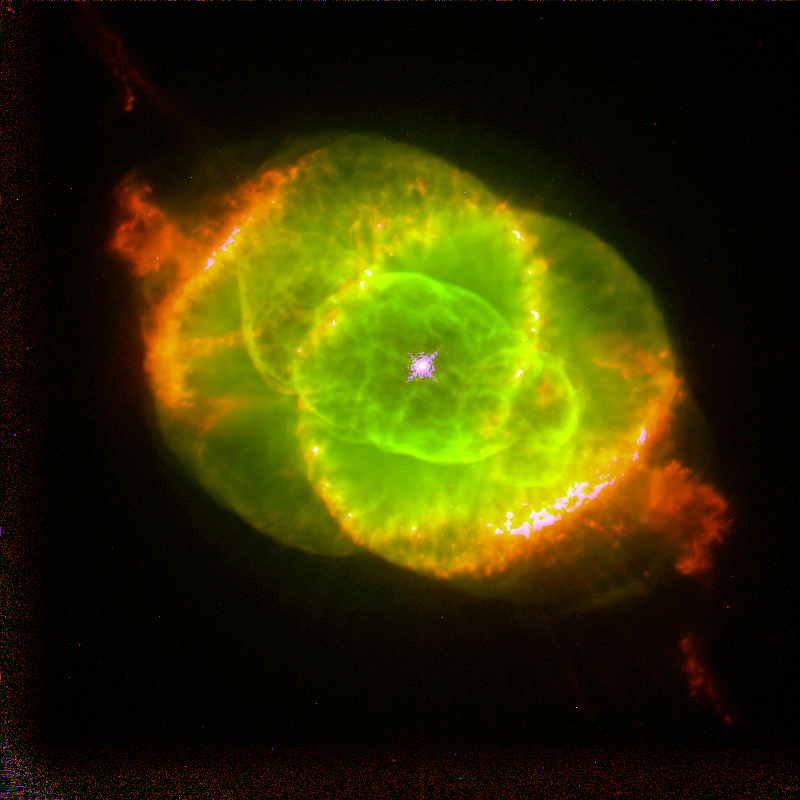
1994년에 허블 우주 망원경이 촬영한 사진.

NGC 6543은 자외선과 가시광선 파장에서 널리 관측되어 왔다. 이 파장에서의 분광 관측은 원소의 함량비를 측정하는데 쓰였고, 이 파장에서의 이미지는 성운의 복잡한 구조를 밝히는데 사용되었다.
허블 우주 망원경은 이온화 수치가 높고 낮은 지역을 강조하기 위한 위색(僞色, false colour) 사진을 촬영했다. 각 스펙트럼의 파장은 전자 하나를 잃은 수소는 656.3 nm, 전자 하나를 잃은 질소는 658.4 nm, 전자 둘을 잃은 산소는 500.7 nm로, 빛을 필터로 분리한 세 장의 사진이 촬영되었다. 사진은 각각 적색, 녹색, 청색의 세 채널들이 결합되어 만들어졌지만, 실제 색상은 적색과 녹색이다. 이 사진에서, 성운의 가장자리에 이온화된 물질이 적은 두개의 ‘뚜껑’(caps) 구조가 있는 것을 확인할 수 있다.

### 엑스선 관측

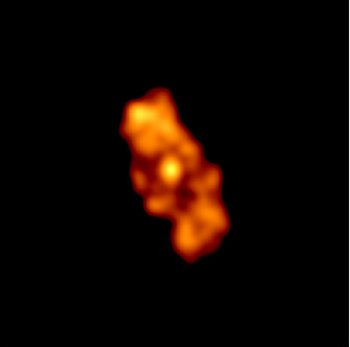
성운의 엑스선 이미지.

찬드라 엑스선 우주 망원경이 최근 엑스선 파장에서 NGC 6543을 관측한 결과, 성운의 안에 1.7 × 106 K에 달하는 극히 뜨거운 가스가 존재한다는 것을 알아냈다. 글의 상단 오른쪽 정보 상자 속 사진은 허블 우주 망원경이 관측한 가시광선 이미지와 찬드라 우주 망원경이 관측한 엑스선 이미지를 합성한 것이다. 뜨거운 가스는 빠른 항성풍과 이전에 분출된 물질들의 격렬한 상호작용의 결과로 추측된다. 이 상호작용은 성운 안쪽을 후벼파 거품을 만들었다.
또한, 찬드라의 관측은 중심별 위치의 점광원도 찾아냈다. 이 점광원의 스펙트럼은 0.5–1.0 keV의 경엑스선 스펙트럼까지 확장되어 있다. 약 100,000 K 온도의 광구를 가진 별이 강렬한 경엑스선을 방사하는 것으로 보이지는 않으며, 이 경엑스선의 존재는 수수께끼에 싸여 있다. 이 경엑스선은 아마도 연성계 구조 내에 있는 고온의 착증 디스크의 존재를 의미하는 것인지도 모른다.

## 거리
행성상 성운 연구에서 오랫동안 계속되어온 문제는 성운들의 거리가 대부분 잘 알려져 있지 않다는 점이었다. 행성상 성운까지의 거리를 계산하는 많은 방법들은 단순히 가설에 의존했으며, 이로 인하여 생기는 상당한 부정확성 또한 걱정거리였다.
그러나 허블 우주 망원경을 이용한 최근의 관측은 성운의 거리를 측정하는 새로운 방법을 가능하게 했다. 모든 행성상 성운들은 퍼져 나가고 있으며, 충분히 높은 각분해능으로 수 년 간격으로 관측하면 천구면에서의 성운의 성장을 밝혀낼 수 있다. 이 값은 보통 1년에 약간의 밀리초각 이하로 매우 작다. 분광을 관측하면 도플러 효과를 이용하여 시선 상에 놓인 성운 팽창의 속도를 밝혀낼 수 있다. 그렇게 하면 밝혀진 팽창속도와 각도 확장을 비교하여, 성운까지의 거리를 계산해 낼 수 있다.
NGC 6543를 허블 우주 망원경이 몇 년에 걸쳐 관측한 결과는 그 거리를 관측하는데 사용되었다. 성운의 각도 확장률은 대략 1년에 10 밀리초각이며, 시선상의 성운의 팽창속도는 16.4 km/s로 밝혀졌다. 이 두 수치를 종합한 결과, NGC 6543이 1001 ± 269 파섹(3×1019 m), 또는 약 3300 광년 떨어져 있다는 것이 밝혀졌다.

## 나이
또한 성운의 각도 확장을 이용하여 성운의 나이를 추정해 볼 수도 있다. 성운이 1년에 10 밀리초각의 일정한 비율로 퍼져나가고 있다면 성운 직경이 20 초각에 도달하기까지는 약 1000 ± 260 광년이 걸릴 것이다. 아마 이때쯤이 뿜어져 나온 물질들이 성간물질 및 별의 진화 과정 초기에 뿜어져 나온 물질들과 충돌하여 속도가 느려지는, 성운 나이의 상한일 것이다.

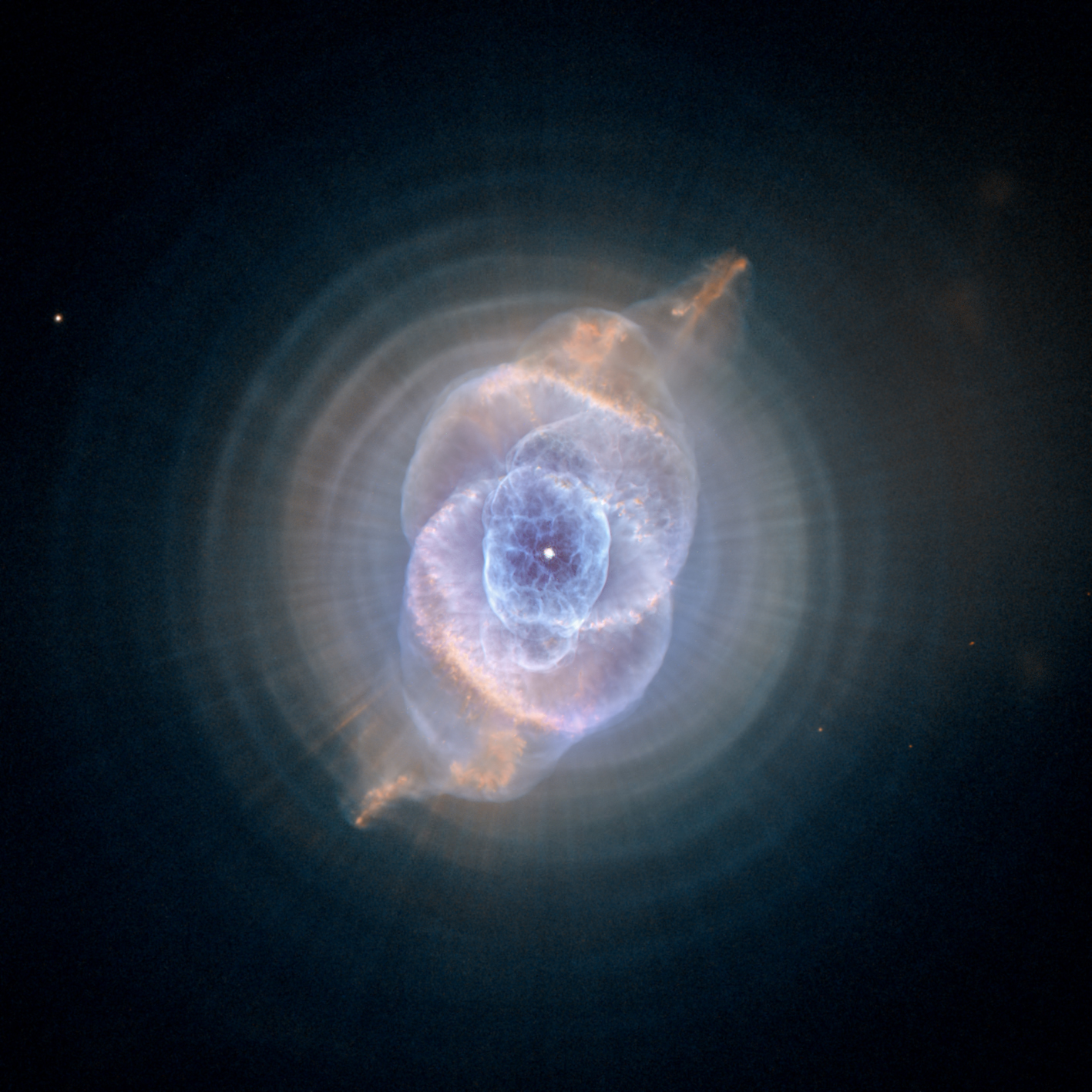
안쪽 부분을 둘러싸고 있는 고리 구조를 나타내기 위해 가공 처리를 한 NGC 6543 사진. 이뿐 아니라 중심별 연성계의 제트의 세차 운동으로 인한 것으로 보이는 선형 구조도 보인다.

## 구성
대부분의 천체들처럼 NGC 6543은 대량의 수소와 헬륨, 소량의 무거운 원소들로 구성되어 있다. 보다 정확한 구성은 분광학 연구를 통해 명확히 밝혀질 것이다. 입자들의 존재도의 표현은 통상 가장 흔한 원소인 수소와 관계되어 표현된다.
서로 다른 연구에서 얻은 원소 존재도에 대한 수치는 가지각색인데, 보통 이것은 망원경에 부착된 분광기가 슬릿이나 좁은 조리개로 빛을 모으기 때문에 관측된 천체에서 오는 모든 빛을 모으지 못하기 때문이다. 그러므로 이러한 서로 다른 관측 결과는 성운의 서로 다른 부분들을 나타내는 것일 수 있다.
NGC 6543의 결과는 대체로 이와 부합하고 있으며, 수소와 비교했을 때 헬륨의 존재도는 약 0.12, 탄소와 질소의 존재도는 약 3×10−4, 그리고 산소의 존재도는 약 7×10−4이다. 행성상 성운에서 탄소, 질소, 산소의 존재도는 모두 태양의 수치보다 크다. 이것은 원래의 항성이 겉표면을 날리고 행성상 성운이 되기 전에 핵합성 효과가 항성의 대기에 무거운 원소들을 풍부하게 만들었기 때문이다.
NGC 6543의 심층적 분광 분성은 성운이 무거운 원소를 함유하는 물질을 소량 함유하고 있다는 사실을 나타내고 있다. 이에 대해서는 아래에서 논한다.

## 운동과 형태
고양이 눈 성운은 구조적으로 매우 복잡한 성운이며, 이런 복잡한 형태를 이루게 된 메커니즘(혹은 메커니즘들)은 제대로 밝혀져 있지 않다. 안쪽의 길쭉한 거품(안쪽의 타원형)으로 이루어진 성운 중앙의 밝은 부분은 뜨거운 기체로 채워져 있다. 그리고 이 부분은 서로의 중간 부분에서 만나는 한 쌍의 둥그런 거품과 포개진다. 그 중간 부분이란 뜨거운 기체로 이루어진 거품들이 직각을 이루면서 타원형의 모양으로 관측되는 것을 말한다.

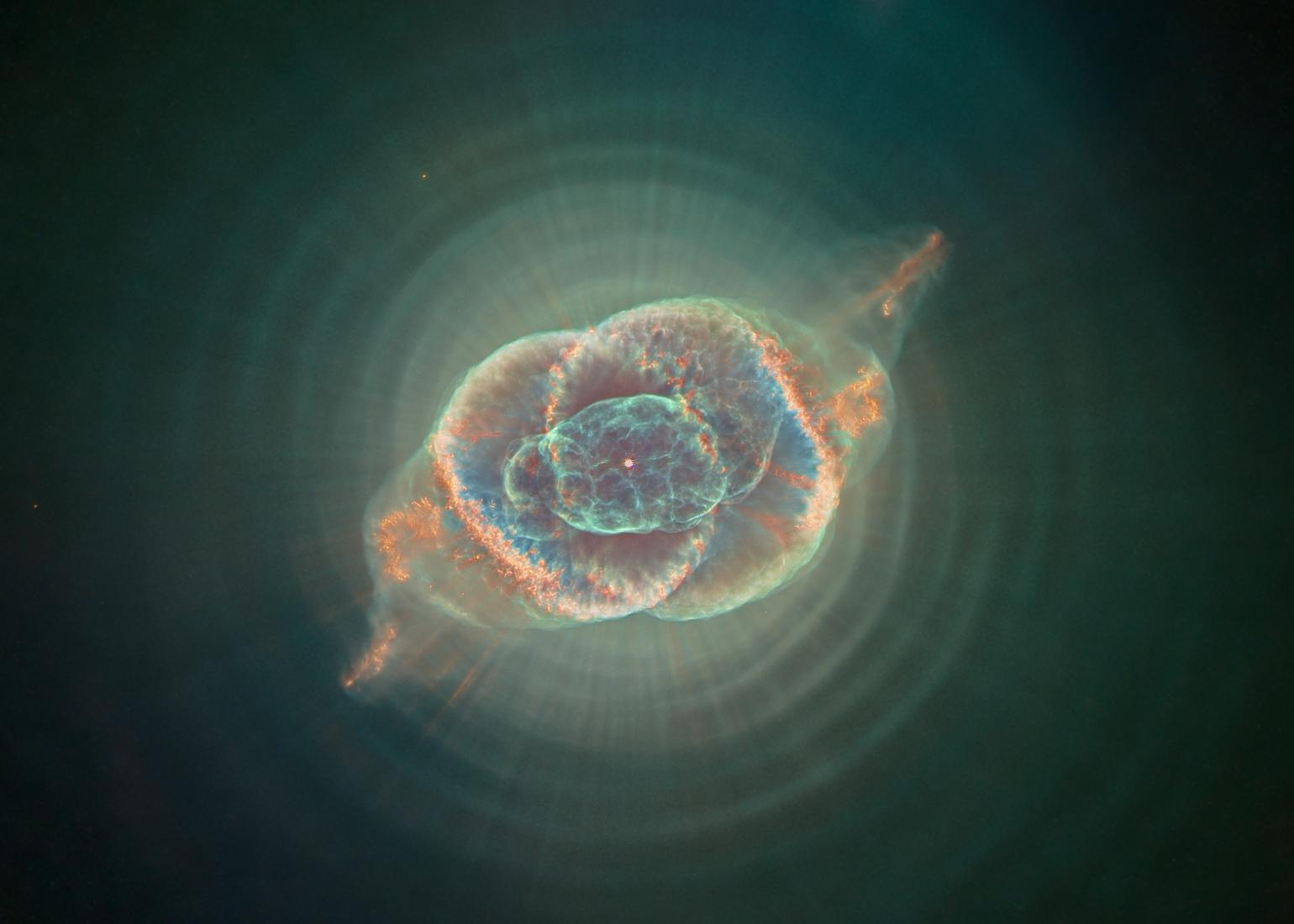
성운 중앙, 안쪽의 타원형 거품 부분을 확대한 것.

성운의 밝은 부분의 구조는 일차적으로 중심별이 내뿜은 빠른 항성풍과 성운 형성기에 분출된 물질들이 상호작용함으로써 만들어진 것이다. 그리고 이 상호작용은 위에서 설명한 엑스선의 방사의 원인이 된다. 1900 km/s의 속도로 불고 있는 항성풍은 성운을 후벼 파 안쪽의 거품 구조를 만들고, 거품의 양 극을 터뜨린 것으로 보인다.
한편, 성운의 중심별이 쌍성일 가능성도 있다. 쌍성계의 두 구성 요소 사이의 질량 이동으로 인한 착증 디스크의 존재가 이전에 뿜어져 나온 물질과 상호작용하는 극 제트를 만들어 내는 원인일 수도 있다. 시간이 지남에 따라, 세차 운동으로 인해 극 제트의 방향은 점점 변할 것이다.
성운의 밝은 안쪽 부분의 바깥으로는 항성이 헤르츠스프룽-러셀 도표의 점근거성가지 위에 위치하고 있었을 단계, 즉 행성상 성운 형성 이전 단계에 분출된 것으로 보이는 연속적인 동심원 구조가 존재한다. 이 고리들은 매우 고른 간격을 두고 위치해 있으며, 이것은 이 구조의 원인이 된 물질 분출이 매우 일정한 간격으로 이루어졌고, 그 입자들의 분출 속도도 서로 매우 비슷했다는 메커니즘을 시사하고 있다. 고리들의 전체 질량은 약 0.1 태양질량 정도인 것으로 보인다. 고리들을 형성한 맥동은 대략 1만 5천년 전에 시작되어 약 1천년 전에 멎은 것으로 보인다. 고리 형성이 끝난 이때쯤 밝은 안쪽 성운의 형성이 시작되었다.
더 나아가면, 광대하지만 옅은 헤일로가 중심별에서 멀리 떨어진 거리까지 퍼져 있다. 헤일로 역시 성운 본체보다 앞서 형성되었으며, 헤일로의 질량은 약 0.26 ~ 0.92 태양질량으로 추측되고 있다.

## 미해결 문제
집중적인 연구에도 불구하고 고양이 눈 성운은 여전히 많은 수수께끼를 남기고 있다. 안쪽 성운을 둘러싸고 있는 동심원 구조는 수백 년에서 수천 년의 간격을 두고 뿜어져 나온 것으로 보이는데, 이런 시간 척도는 설명하기 상당히 어렵다. 이 행성상 성운 형성의 원인이 된 온도의 맥동은 몇 만년의 간격을 두고 이루어진 것으로 추측되고 있는 데 비해 표면의 맥동은 수십 년에 걸쳐서 일어난 것으로 보인다. 고양이 눈 성운에 있는 동심원 구조를 형성하는 데 필요한 시간 척도 이상으로 물질을 방출하는 메커니즘은 아직 확실하게 밝혀지지 않았다.
이 행성상 성운의 스펙트럼들은 연속체상에 놓인 방출선으로 이루어져 있다. 이 방출선들이 형성된 원인은 성운 내의 이온이 충돌들뜸됨으로써 생겼거나 전자와 이온이 재결합함으로써 생겼다고 추측되고 있다. 충돌들뜬선들은 일반적으로 재결합선들보다 보다 강하고, 그렇기 때문에 지금까지 존재도 측정에 사용되어 왔다. 그러나 최근의 연구에서 NGC 6543의 스펙트럼에서 보이는 재결합선에서 얻어진 존재도는 충돌들뜬선에서 얻어진 존재도보다 약 세배정도 높다. 이 어긋남의 원인은 아마도 성운 내 공간의 온도 변화와 관계가 있는 것으로 보인다.

## 참고 자료
- Balick, Bruce; Preston, Heather L. (October 1987). “A wind-blown bubble model for NGC 6543”. 《Astronomical Journal》 94: 958–963. doi:10.1086/114528.
- Balick, Bruce; Wilson, Jeanine; Hajian, Arsen R. (2001). “NGC 6543: The Rings Around the Cat's Eye”. 《Astronomical Journal》 121: 354. doi:10.1086/318052.
- Bianchi, L.; Cerrato, S.; Grewing, M. (November 1986). “Mass loss from central stars of planetary nebulae—the nucleus of NGC 6543”. 《Astronomy and Astrophysics》 169 (1–2): 227–236.
- Chu, You-Hua; Guerrero, Martı´n A.; Gruendl, Robert A.; Williams, Rosa M.; Kaler, James B. (2001). “Chandra reveals the X-ray glint in the cat's eye”. 《Astrophysical Journal》 553 (1): L69–L72. doi:10.1086/320495.
- Guerrero, Martín A.; Chu, You-Hua; Gruendl, Robert A.; Williams, Rosa M.; Kaler, James B. (2001). “The Enigmatic X-Ray Point Sources at the Central Stars of NGC 6543 and NGC 7293”. 《Astrophysical Journal》 553 (1): L55–L58. doi:10.1086/320509.
- Hora, Joseph L.; Latter, William B.; Allen, Lori E.; Marengo, Massimo; Deutsch, Lynne K.; Pipher, Judith L. (2004). “Infrared Array Camera (IRAC) Observations of Planetary Nebulae”. 《Astrophysical 저널Supplement Series》 154 (1): 296–301. doi:10.1086/422820.
- Hyung, S.; Aller, L. H.; Feibelman, W. A.; Lee, W. B.; Koter, A. de (2000). “The optical spectrum of the planetary nebula NGC 6543”. 《Monthly Notices of the Royal Astronomical Society》 318 (1): 77–91. doi:10.1046/j.1365-8711.2000.03642.x.
- Klaas, U.; Walker, S. J.; Müller, T. G.; Richards, P. J.; Schreiber, J. (2006). “Multi-aperture photometry of extended IR sources with ISOPHOT. I. The nature of extended IR emission of planetary Nebulae”. 《Astronomy and Astrophysics》 452 (2): 523–535. doi:10.1051/0004-6361:20053245.
- Kwok, Sun (2000). 〈Chapter 1: History and overview〉. 《The origin and evolution of planetary nebulae》. Cambridge University Press. 1–7쪽. ISBN 0521623138.[깨진 링크(과거 내용 찾기)]
- Miranda, L. F.; Solf, J. (1992). “Long-slit spectroscopy of the planetary nebula NGC 6543—Collimated bipolar ejections from a precessing central source?”. 《Astronomy and Astrophysics》 260 (1–2): 397–410.
- Moore, S. L. (2007). “Observing the Cat's Eye Nebula”. 《저널of the British Astronomical Association》 117 (5): 279–280.
- Reed, Darren S.; Balick, Bruce; Hajian, Arsen R.; Klayton, Tracy L.; Giovanardi, Stefano; Casertano, Stefano; Panagia, Nino; Terzian, Yervant (1999). “Hubble Space Telescope Measurements of the Expansion of NGC 6543: Parallax Distance and Nebular Evolution”. 《Astronomical Journal》 118 (5): 2430–2441. doi:10.1086/301091.
- SIMBAD (2006년 12월 22일). “Results for Cat's Eye Nebula”. SIMBAD, Centre de Données Astronomiques de Strasbourg.
- Wesson, R.; Liu, X.-W. (2004). “Physical conditions in the planetary nebula NGC 6543”. 《Monthly Notices of the Royal Astronomical Society》 351 (3): 1026–1042. doi:10.1111/j.1365-2966.2004.07856.x.